# Melecta tuberculata
Melecta tuberculata là một loài Hymenoptera trong họ Apidae. Loài này được Lieftinck mô tả khoa học năm 1980.